# Phenylmagnesiumchlorid
Phenylmagnesiumchlorid ist eine chemische Verbindung aus der Gruppe der Benzolderivate und metallorganischen Verbindungen und gehört zu den Grignard-Verbindungen.

## Gewinnung und Darstellung
Phenylmagnesiumchlorid kann durch Reaktion von Chlorbenzol mit Magnesium gewonnen werden.
{\displaystyle \mathrm {C_{6}H_{5}Cl\ +\ Mg\ {\xrightarrow {Diethylether}}\ C_{6}H_{5}MgCl} }

## Eigenschaften
Phenylmagnesiumchlorid ist eine leichtentzündliche bernsteinfarbene Flüssigkeit, die sich in Wasser zu Benzol und Magnesiumhydroxidchlorid zersetzt. Bei Erhitzung zersetzt sie sich, wobei Chlorwasserstoff, Kohlenmonoxid und Kohlendioxid entstehen. Das technische Produkt wird als 25%ige Lösung in Tetrahydrofuran ausgeliefert.

## Verwendung
Phenylmagnesiumchlorid wird als Grignard-Reagenz (Kumada-Corriu-Reaktion) zur Herstellung organischer Verbindungen (z. B. Fentin und Tetraphenylzinn) verwendet.

## Sicherheitshinweise
Die Dämpfe von Phenylmagnesiumchloridlösungen können mit Luft ein explosionsfähiges Gemisch bilden.